# Pavilhão Carlos Lopes
Pavilhão Carlos Lopes – pawilon znajdujący się w Parku Edwarda VII, w dzielnicy São Sebastião da Pedreira, w Lizbonie, w Portugalii.
Budynek, zaprojektowany przez architektów Guilherme i Carlos Rebello de Andrade i Alfredo Assunção Santos, został zbudowany w Brazylii na Wielkiej Międzynarodowej Wystawie w Rio de Janeiro, otwartej 21 maja 1923.
Został później przebudowany w Lizbonie, nazywając go Palácio das Exposições. Jego otwarcie odbyło się 3 października 1932 w Wielkiej Portugalskiej Wystawie Przemysłowej.
Został przystosowany do odbioru transmisji sportowych w 1946 roku, służąc jako aren zmagań mistrzostw świata w hokeju na rolkach w 1947.
W 1984 roku zmieniono jego nazwę na cześć portugalskiego sportowca Carlosa Lopesa.
Został zamknięty w 2003 roku.